# Coal Chamber (álbum)
| Críticas profissionais | Críticas profissionais |
| Avaliações da crítica  | Avaliações da crítica  |
| Fonte                  | Avaliação              |
| ---------------------- | ---------------------- |
| Allmusic               | [ 1 ]                  |
| ARTISTdirect           | [ 2 ]                  |

Coal Chamber é o álbum de estreia da banda de mesmo nome. Lançado em 11 de Fevereiro de 1997, pela gravadora Roadrunner Records e possui o single "Loco".
A edição espercial do álbum possui as Faixas bônus "Headstones and the Walking Dead", "Big Truck (Hand-On-Wheel Mix)", "Pig (Demo)", "Sway (Demo)", "Unspoiled (Demo)", e "Loco (Demo)". O DVD traz dois concertos da bandas, incluindo o Videoclipe de "loco".
O álbum ganhou disco de ouro com 500.000 cópias vendidas somente dos Estados Unidos. Em 2020, a revista Metal Hammer o elegeu como um dos 20 melhores álbuns de metal de 1997.

## Faixas
1. "Loco" – 4:14
2. "Bradley" – 3:03
3. "Oddity" – 3:18
4. "Unspoiled" - 2:59
5. "Big Truck" – 3:31
6. "Sway" – 3:36
7. "First" – 4:12
8. "Maricon Puto" - 0:46
9. "I" – 3:10
10. "Clock" – 2:59
11. "My Frustration" – 3:59
12. "Amir of the Desert" - 0:45
13. "Dreamtime" – 3:43
14. "Pig" – 8:28

## Edição Especial
1. "Headstones and the Walking Dead"
2. "Big Truck" (Hand-On-Wheel Mix)
3. "Pig" (Demo)
4. "Sway" (Demo)
5. "Unspoiled" (Demo)
6. "Loco" (Demo)

## Créditos
- B. Dez Fafara - Vocal
- Miguel Rascon - Violão, Backing Vocal
- Rayna - Baixo
- Mikey "Bug" - Bateria
- Jay Baumgardner - Produtor